# Hein Jordans
Pour les articles homonymes, voir Jordans (homonymie).
Hein Jordans (né en 1914 à Venlo et mort en 2003) est un chef d'orchestre néerlandais.

## Enregistrements
- 1965 : Concerto pour piano nº 1 de Tchaïkovski, Concerto pour piano nº 2 de Rachmaninov, Europa Orchestra, Wing Records
- 1968 : Concerto pour violon de Tchaïkovski, Europa Orchestra, Fontana
- 1968 : Concerto pour violon de Brahms, Brabant Philharmonic Orchestra, Fontana